# Манногептулоза
Манногептуло́за — природный моносахарид, представитель гептоз. В природе встречается в кетоформе, в виде D-стереоизомера.

## Свойства
Белое кристаллическое вещество, растворимо в воде. Удельное вращение в водном растворе +29,0°.
Относится к восстанавливающим сахарам, в частности, даёт реакцию с реактивом Бенедикта.
На хроматограммах при обработке раствором 0,5 % орцина и 15 % трихлоруксусной кислоты в бутаноле и последующем прогревании даёт, как и седогептулоза, синевато-зелёные пятна, в отличие от кетогексоз, дающих жёлтую окраску.
Не сбраживается дрожжами. Организмом человека усваивается только после предварительного превращения в гексозы.

## Распространение
В больших количествах содержится в плодах авокадо, из которых была выделена F. B. La Forge в 1917 г., что было первым выделением гептозы из природного сырья. При восстановлении образует соответствующий многоатомный спирт персеит, также содержащийся в плодах, листьях и семенах этого растения. В следовых количествах обнаружена в плодах манго и маракуйи.

## Получение
Была синтезирована из D-манно-D-гала-гептозы реакцией енолизации Лобри де Брюйна.
При синтезе из D-арабинозы с использованием натриевой соли нитроэтанола образуется смесь с D-глюкогептулозой.
Смесь манногептулозы и седогетулозы образуется при окислении многоатомного спирта α-седогептулола (волемитола) с участием бактерий рода Acetobacter.
Может быть получена из 2,3,4,5,6-пента-O-бензил-D-маннозы путём образования из неё по реакции Виттига олефинированного производного с последующим его окислением перманганатом калия для получения 2-гидроксиоксиранового производного, которое затем подвергается дебензилированию и гидролизу.

## Биологическое действие
Является ингибитором глюкокиназы и подавляет фосфорилирование глюкозы, снижая стимуляцию выработки и секреции инсулина. Подавляет синтез жирных кислот в печени, однако не влияет на их образование в жировой ткани. Предложена в качестве миметика калорической рестрикции (вещества, имитирующего голодание) для борьбы с метаболическим синдромом.